# Pleurosorus hispanicus
Pleurosorus hispanicus là một loài dương xỉ trong họ Aspleniaceae. Loài này được Morton mô tả khoa học đầu tiên năm 1959.
Danh pháp khoa học của loài này chưa được làm sáng tỏ. 